# 김정아 (문학자)
김정아는 대한민국의 아랍어학자, 아랍 문학 연구가이다. 고교 시절 레바논 시인 칼릴 지브란의 글에 빠져 아랍문학에 관심을 갖게 됐다. 한국외국어대학교 아랍어과와 통번역대학원을 졸업하고, 대학원에서 ‘자히즈의 수전노연구’로 박사학위를 받았다. 국내 아랍문학연구 제2세대로 주요 관심분야는 그리스사상과 중세아랍문학이다.

## 저작
- 중세 아랍 산문 연구 (2015년)

## 역서
- 무깟디마 (이븐 할둔, 소명출판)
- 수전노 (알자히드, 문학과지성사)
- 한밤의 지도 (알리 바드르, 실천문학사)